# Waldemar Gerhardt
Waldemar „Waldi“ Gerhardt (* 6. Januar 1939 in Gelsenkirchen) ist ein ehemaliger deutscher Fußballspieler und -trainer. Er spielte von 1963 bis 1967 für den FC Schalke 04 und Fortuna Düsseldorf in der Bundesliga.

## Vereinskarriere

### FC Schalke 04
Gerhardt kam schon als Achtjähriger in die Jugend des FC Schalke 04 und wurde mit der A-Jugend westdeutscher Meister. Schon im Schalker Meisterschaftsjahr 1958 gehörte der Außenstürmer zum Kader der ersten Mannschaft. In der Meisterschaftsrunde kam er jedoch nicht zum Einsatz. In der Oberligasaison 1960/61 avancierte er zum Stammspieler. In den drei Spielzeiten bis zum Beginn der Bundesliga erzielte er 29 Tore in 74 Oberligaeinsätzen. In der ersten Bundesligasaison stand er in allen Partien auf dem Platz; seinen ersten Bundesligatreffer erzielte er am ersten Spieltag zum 2:0-Endstand gegen den VfB Stuttgart, am Ende der Saison waren es neun Tore und acht Vorlagen, womit er zweitbester Schütze der Knappen war. In der folgenden Spielzeit erzielte er elf Tore in nur mehr 22 Ligaspielen; dazu kamen vier Treffer im DFB-Pokal, darunter das 1:0 im Halbfinale bei Alemannia Aachen, das für Schalke allerdings nach einer Verlängerung mit 3:4 verloren ging.

### Fortuna Düsseldorf
1965 wechselte Gerhardt in die Regionalliga West zu Fortuna Düsseldorf. Mit 16 Toren in 34 Spielen trug er maßgeblich zum Bundesligaaufstieg der Düsseldorfer bei. In der Saison 1966/67 war er für Fortuna in 30 Spielen zwölfmal erfolgreich, konnte jedoch den direkten Abstieg nicht verhindern. Seine letzten zwei Bundesligatore machte er am vorletzten Spieltag gegen den 1. FC Kaiserslautern, als er beim 3:1-Sieg FCK-Keeper Wolfgang Schnarr zweimal selbst überwand, nachdem er bereits die Vorlage zum 1:0 gegeben hatte. Er blieb noch zwei Spielzeiten bei der Fortuna in der Regionalliga, kam in seiner letzten Saison 1968/69 jedoch nur noch viermal zum Einsatz.

## Nach der aktiven Zeit
Der gelernte Schlosser hatte sich neben dem Fußball zum EDV-Programmierer ausbilden lassen und absolvierte Mitte der 1960er Jahre in Köln ein Sportstudium. Zusammen mit Hannes Löhr und Wolfgang Weber machte er bei Hennes Weisweiler den Trainerschein. Später wurde er Sportlehrer an einer Hauptschule in Düsseldorf. Daneben trainierte er unter anderem 1972/73 Schwarz-Weiß Essen. Mit dem VfB Remscheid wurde er 1974 Niederrheinmeister und erreichte das Finale der Deutschen Amateurmeisterschaft, in dem Remscheid dem SSV Reutlingen 05 erst nach einem Wiederholungsspiel unterlag. 1978 führte Gerhardt den VfB in die neu geschaffene Oberliga Nordrhein. 
Er gehörte zum Lehrstab des Fußballverbandes Niederrhein.